# Hanão
Hanão, dito o Navegador (Hanno ou Hannon, Cartago, c. 500 a.C. —?440 a.C.) foi um almirante cartaginês que empreendeu na primeira metade do século V a.C. uma viagem de colonização e exploração pela costa atlântica da África, atingindo, pelo menos, a zona equatorial africana. Para além da notícia de um vulcão em actividade (provavelmente o Monte Camarões), deve-se a Hanão a primeira descrição nas culturas mediterrânicas, depois adoptada pela greco-latina, do gorila e das selvas tropicais.

## OPeriplus Hannonis

Itinerário de Hanão

Em data indeterminada da primeira metade do século VI a. C. (apontam-se datas que vão de 560 a 425 a.C.), quando Cartago estava no seu apogeu, foram organizadas expedições destinadas a conhecer e colonizar as costas atlânticas. Hanão foi encarregue dessas tarefas, que tinham como objetivo explorar as costas africanas para sul do Estreito de Gibraltar, juntamente com Himilco, que deveria explorar as costas europeias para norte daquele estreito. Seriam irmãos, embora tal possa ser em sentido não literal.
De Hímilco sabe-se pouco, mas Hanão deixou relato da sua viagem conhecido, desde a antiguidade clássica, como Périplo de Hanão, gravado numa estela votiva (um ex-voto) no templo de Ba’al Hammon, em Cartago. Ba’al Hammon (ou Baal) era a principal divindade cartaginesa (nas traduções do Periplus aparece referido, por aculturação, como Cronos, deus da mitologia greco-romana).
Quando os romanos arrasaram aquela cidade, no término da terceira Guerra Púnica, a estela foi destruída, mas não sem que antes fosse copiada. São cópias sucessivas dessa estela, em grego, que sobrevivem até aos nossos dias, para além de múltiplas citações e elaborações nos textos dos escritores clássicos greco-latinos.
O texto original do Periplus não sobreviveu. As cópias conhecidas mais antigas, de origem grega e bizantina, são os manuscritos Palatinus Graecus 398 (na Universidade de Heidelberg, Alemanha) e Vatopedinus 655 (parte no Museu Britânico em Londres e parte na Bibliothèque Nationale de Paris). É a partir dessas cópias, e das múltiplas referências dos autores clássicos, que o texto foi reconstituído.
O texto reconstituído do Periplus consta apenas de 18 parágrafos, e reconta, de forma linear e cronológica, a viagem de Hanão desde a sua partida até ao momento em que, por falta de mantimentos, decide regressar.
A viagem inicia-se, por decisão cartaginesa, como uma verdadeira expedição de reconhecimento e colonização. Uma frota de 60 navios, carregando 30 000 homens e mulheres (o número parece claramente exagerado), parte de Cartago em direcção às Colunas de Hércules (Gibraltar), com a missão de fundar cidades nos locais da costa atlântica de África que para isso fossem propícios.
Depois de fundar várias cidades, em locais que hoje estão identificados como várias baías, embocaduras de rios e promontórios da costa de Marrocos e do Saara Ocidental, Hanão continua para sul, acompanhando a costa africana.
Depois de explorar vários rios, onde encontra diversos povos, incluindo selvagens vestidos de peles que atiravam pedras (os guanches?) e etíopes, isto é, africanos de raça negra, e elefantes, crocodilos, hipopótamos e outros animais, Hanão chega a um lugar onde, durante a noite, grandes fogos eram visíveis. O dia revelou uma montanha que cuspia fogo, e grandes torrentes de lava que escorriam até ao mar. Deram à grande montanha coroada de fogo o nome de Carro dos Deuses (em grego clássico o Theon Ochema). Há quem afirme que o nome de Camarões dado àquele território deriva dessa denominação (Cameroun, palavra fenícia: camer + ayoun = carro dos deuses).
Uma análise da geologia da costa ocidental africana mostra que o único vulcão em erupção naqueles tempos era o Monte Camarões (hoje com 4 095 m de altitude, voltou a expelir lava múltiplas vezes ao longos dos últimos milénios, incluindo episódios que atingiram o mar já no século XX). Essa identificação, seguramente dada a inexistência de outros vulcões activos na área, permite avaliar a extensão do périplo.
Prosseguindo viagem, descreve as florestas tropicais e grandes rios, incluindo um com uma foz muito alargada e múltiplas ilhas, provavelmente o Rio Geba, na actual Guiné-Bissau.
Finalmente, encontrou hominídios peludos, a que o tradutor chama gorilas, cunhando o termo, dos quais apenas pode capturar três fêmeas, que mordiam e não se deixavam dominar. Foram mortas e as respectivas peles trazidas para Cartago. Plínio, o Velho afirma que as peles ainda se encontravam no templo de Tanit quando Cartago foi arrasada em 149 a.C. (História Natural, 6 200).
Acabados os mantimentos e tendo regressado a Cartago, o Periplus de Hanão nunca mais deixou de inflamar a imaginação dos autores subsequentes. Logo aquando da destruição da cidade, o geógrafo e historiador Políbio, com o apoio de Cipião Emiliano (184 a.C.-129 a.C.), tentou refazer a viagem.
A primeira edição moderna do Periplus de Hanão apareceu em Basileia em 1534, como apêndice à edição da obra de Arriano por Sigismund Gelenius. Essa edição foi seguida por outras, em Estrasburgo (1661), Leyden (1674) e Londres (1797), tornando-se, dado o crescente interesse pela geografia, numa das obras mais comentadas da antiguidade clássica.

### Texto doPeriplus Hannonis
O texto integral da versão conhecida do Périplo de Hanão, traduzido a partir da versão inglesa, é o seguinte (o nome dos lugares foi deixado na grafia greco-latina ou inglesa):
1. Os cartagineses ordenaram a Hanão que empreendesse uma viagem para além dos Pilares de Hércules e fundasse algumas cidades púnicas. De acordo com as ordens, ele navegou com 60 navios de 50 remos cada, transportando 30 000 homens e mulheres, com as provisões e outros equipamentos necessários.
2. Depois de, na nossa viagem, atravessarmos os Pilares de Hércules, e navegarmos durante dois dias para lá deles, fundámos a primeira cidade, a que chamámos Thymiaterion. Abaixo dela existe uma extensa planície.
3. Navegando de lá na direcção do oeste, chegámos a Soloeis, um promontório africano, que está coberto por árvores.
4. Aqui dedicámos um templo a Poseidon. Navegando para leste durante meio dia, chegámos a uma lagoa. Não era longe do mar e estava coberta com abundantes juncos longos, que elefantes e outros animais selvagens estavam comendo.
5. Depois de deixarmos a lagoa, navegámos por um dia. À beira-mar fundámos cidades, chamadas Karikon Teichos, Gytte, Akra, Melitta e Arambys.
6. Continuando a nossa viagem a partir daí, atingimos o Lixos, um grande rio que corre da África. Os lixitas, uma tribo nómada, estavam a pastorear o seu gado junto a ele. Permanecemos com eles por algum tempo e tornámo-nos amigos.
7. Para além do território deles, povos negros hostis ocupam uma terra plena de animais selvagens. Está rodeada pelas grandes montanhas de onde corre o Lixos. De acordo com os lixitas, povos estranhos habitam entre essas montanhas: homens das cavernas que correm mais rápido que cavalos.
8. Quando conseguimos que intérpretes lixitas nos acompanhassem, navegámos para sul, ao longo da costa desértica, durante dois dias. Depois de navegarmos para leste por um dia, encontrámos, no recesso de uma baía, uma pequena ilha, cuja circunferência era de cinco estádios. Deixámos aí colonos e chamámo-lhe Cerne. Pela duração da viagem, calculámos que esta ilha fique na posição oposta de Cartago, pois o tempo de navegação de Cartago até aos Pilares de Hércules, e de lá até Cerne, era o mesmo.
9. Navegando daí, atravessámos um rio chamado Chretes e atingimos uma baía que continha três ilhas maiores do que a de Cerne. Depois de um dia de navegação a partir dali, chegámos ao fim da baía, que era dominada por grandes montanhas, cheias de selvagens vestidos com peles de animais(Os Guanches). Atirando pedras, eles impediram que desembarcássemos, e fizeram-nos afastar.
10. Partindo dali, chegámos a outro grande rio, muito largo, cheio de crocodilos e hipopótamos. Regressando daí, voltámos para Cerne.
11. A partir dali, navegámos para sul durante 12 dias. Mantivemo-nos próximo da costa, inteiramente habitada por negros, que fugiam de nós quando nos aproximávamos. A sua língua era incompreensível, mesmo para os nossos lixitas.
12. No último dia ancorámos junto a umas altas montanhas. Elas estavam cobertas por árvores cuja madeira era aromática e colorida.
13. Navegando em torno das montanhas durante dois dias, chegámos a uma imensa baía, para além da qual, do lado de terra, estava uma planície. Durante a noite observámos grandes e pequenos fogos, dispersos por toda a parte, flamejando de tempo em tempo.
14. Tomando aí aguada, continuámos viagem durante cinco dias ao longo da costa, até que chegámos a uma grande baía, que de acordo com os nossos intérpretes era o Corno do Ocidente. Nela havia uma grande ilha, na qual existia uma lagoa, salgada como o mar, e nela outra ilha. Aqui desembarcámos. De dia não conseguimos ver nada a não ser floresta, mas durante a noite vimos muitos fogos acenderem-se, e ouvimos o som de flautas, o bater de címbalos e tambores e os gritos de uma multidão. Tivemos medo e os nossos adivinhos aconselharam que deixássemos a ilha.
15. Navegámos rapidamente para fora dali, passando ao longo de uma costa ardente cheia de incenso. Grandes torrentes de fogo vazavam no mar, e a terra era inacessível devido ao calor.
16. Rapidamente e com temor, navegámos para longe daquele lugar. Navegando durante quatro dias, vimos, à noite, a costa cheia de fogo. No meio havia uma grande chama, mais alta do que as outras, parecendo subir até às estrelas. De dia, verificámos que era uma grande montanha, a qual era chamada Carro dos Deuses.
17. Navegando dali ao longo das torrentes de fogo, ao fim de três dias chegámos a uma baía chamada Corno do Sul.
18. Neste golfo havia uma ilha, parecida com a primeira, com uma lagoa, no interior da qual havia outra ilha, cheia de selvagens. A maioria eram mulheres com o corpo coberto de pelos, a que os nossos intérpretes chamavam gorilas. Apesar de os termos perseguido, não pudemos apanhar nenhum macho: todos escaparam por serem grandes trepadores que se defendiam atirando pedras. Contudo, capturámos três mulheres, que se recusaram a seguir os que as tinham apanhado, mordendo-os e arranhando-os com as garras. Por isso, matámo-las e tirámo-lhes as peles, que trouxemos para Cartago. Não navegámos mais, pois as nossas provisões começavam a escassear.

Com o título de Périplo, ou circumnavegação de Hannon, trasladada do grego e annotada, foi publicado no Jornal de Coimbra, volume V (1819), a página 65 e seguintes, um artigo de Tomé Barbosa de Figueiredo Almeida Cardoso, onde se traduz para português e se comenta o Periplus Hannonis.